# Fresnes (Val-de-Marne)
Fresnes település Franciaországban, Val-de-Marne megyében. Lakosainak száma 29 298 fő (2022. január 1.). Fresnes Antony, L’Haÿ-les-Roses, Wissous, Chevilly-Larue és Rungis községekkel határos.

## Népesség
A település népességének változása:
| Lakosok száma | 26 645 | 27 154 | 27 556 | 27 802 | 28 230 | 28 710 | 28 556 | 28 780 | 29 298 |
|               | 2013   | 2015   | 2016   | 2017   | 2018   | 2019   | 2020   | 2021   | 2022   |